# Stemmops bicolor
Stemmops bicolor är en spindelart som beskrevs av Octavius Pickard-Cambridge 1894.
Stemmops bicolor ingår i släktet Stemmops och familjen klotspindlar. Inga underarter finns listade i Catalogue of Life.